# صومعه مارکار مقدس
صومعه مارکار مقدس (ارمنی: Սուրբ Մակար؛ انگلیسی: Sourp Magar Monastery) یا (Մակարավանք) (Magaravank) یک صومعه متعلق به کلیسای حواری ارمنی اسقف‌نشین قبرس می‌باشد که در ناحیه کایرینا قبرس واقع شده‌است. ساخت و ساز این ساختمان در سال  میلادی به پایان رسید. این بنا به سبک معماری ارمنی طراحی شده‌است.